# Tom Karabachian
Antônio Karabachian Araújo (Río de Janeiro, 11 de enero de 1997) más conocido como Tom Karabachian es un actor de cine y televisión brasileño.

## Biografía
Karabachian nació el 11 de enero de 1997 en Río de Janeiro, es hijo del también músico Paulinho Moska y Naná Karabachian y se unió a Tom Veloso, hijo de Caetano Veloso, en la primera formación de la banda Dônica. 
Karabachian debutó en 2012 en la serie Louco Por Elas, transmitida por TV Globo. En 2016 protagonizó la película Fala Comigo, junto a Karine Teles y Denise Fraga. En 2018, es Tito, uno de los protagonistas de Malhação: Vidas Brasileiras.

## Filmografía

### Televisión
| Año     | Título                      | Personaje    | Notas                    |
| ------- | --------------------------- | ------------ | ------------------------ |
| 2013    | Louco por Elas              | Bento        | 2 episodios              |
| 2018-19 | Malhação: Vidas Brasileiras | Tito Laroche | Reparto principal        |
| 2023    | Travesía                    | Nando        | Episodio: "1 de febrero" |

### Cine
| Año  | Título                    | Personaje |
| ---- | ------------------------- | --------- |
| 2013 | Confissões de Adolescente |           |
| 2016 | Fala Comigo               | Diogo     |
| 2021 | Homem Onça                | Gustavo   |